# Стогньовиці
Стогньовиці (пол. Stogniowice) — село в Польщі, у гміні Прошовиці Прошовицького повіту Малопольського воєводства.
Населення — 429 осіб (2011).
У 1975-1998 роках село належало до Краківського воєводства.

## Демографія
Демографічна структура станом на 31 березня 2011 року:
|          | Загалом | Допрацездатний вік | Працездатний вік | Постпрацездатний вік |
| -------- | ------- | ------------------ | ---------------- | -------------------- |
| Чоловіки | 205     | 46                 | 143              | 16                   |
| Жінки    | 224     | 56                 | 115              | 53                   |
| Разом    | 429     | 102                | 258              | 69                   |